# Hackland (Elberfeld)
Die Ortslage Hackland im Wohnquartier Nützenberg im Wuppertaler Stadtbezirk Elberfeld-West geht auf eine alte Ortsbezeichnung zurück.

## Lage
Der Ort befindet sich auf der nördlichen Seite des Nützenberges.
Benachbarte Ortslagen sind In der Beek, Falkenberg, Schörren, Am Schaffstal, Auf dem Nützenberg, Varresbeck, Eskesberg und Dorp.

## Etymologie
Der Name Hackland bezieht sich auf einen früheren Waldboden, der ausgehackt bzw. gerodet worden ist.

## Geschichte
Die alte Ortsbezeichnung wurde erstmals 1810 erwähnt und 1824 auf der Topographischen Aufnahme der Rheinlande verzeichnet. 1815/16 besaß der Ort elf Einwohner. 1832 gehörte der Hackland zur Dorper Rotte des ländlichen Außenbezirks des Kirchspiels und der Stadt Elberfeld. Der laut der Statistik und Topographie des Regierungsbezirks Düsseldorf als Ackerhof kategorisierte Ort wurde als aufm Hackland bezeichnet und besaß zu dieser Zeit zwei Wohnhäuser und vier landwirtschaftliche Gebäude. Zu dieser Zeit lebten elf Einwohner im Ort, einer katholischen und zehn evangelischen Glaubens.
Ab 1850 auch im Adressbuch eingetragen. Auf der Karte zuletzt 1953, auf der Karte von 1963 ist Hackland nicht mehr explizit auf der Karte vermerkt. Historische Bausubstanz ist nicht vorhanden, die Ortslage wurde in den 1960er Jahren mit Einfamilienhäusern überbaut.

## Die heutige Straßen
Nach dieser Ortslage sind die Straßen Hacklandweg und Am Hackland benannt. Die kleine Verbindungsstraße Am Hackland verläuft von der Kriegerheimstraße bis zum Hacklandweg, ihr Benennungsdatum ist nicht bekannt. Die Straße Hacklandweg, die an einer anderen Stelle von der Kriegerheimstraße als Erschließungsstraße nach Süden abzweigt und die Straße Am Hackland im rechten Winkel trifft, erhielt ihren Namen am 14. Dezember 1920.